# 呼延青人
呼延青人，五胡十六國時人物，前趙輔威將軍。
前趙君主劉曜起兵攻討楊難敵時，秦州刺史陳安忽然發動叛亂，襲擊當時正患重病的劉曜。劉曜見勢不敵，先遣呼延寔殿後，先行撤退。陳安知劉曜病危，料其已死，肆意追襲，俘呼延寔而殺之。幸得衛將軍呼延瑜擊殺了陳安之弟陳集，讓劉曜順利撤軍。後來劉曜親征陳安，以呼延青人為輔威將軍。呼延青人乘著大雨之勢引軍擒住了陳安部將石容，處以嚴刑拷問，要迫其供出陳安行軍位置。石容堅決不言，被呼延青人殺掉。雨勢竭止後，呼延青人細心觀察，終於在山澗處擒獲了陳安，並將其斬殺。
房玄齡著《晉書‧載記》中名為「呼延清」。